# Lausen
Lausen är en ort och kommun i distriktet Liestal i kantonen Basel-Landschaft, Schweiz. Kommunen har 5 828 invånare (2023).